# Luca Dotto
Pour les articles homonymes, voir Dotto.
Luca Dotto, né le 18 avril 1990 à Camposampiero, est un nageur italien spécialiste des épreuves de nage libre.

## Carrière sportive
Luca Dotto gagne une médaille de bronze lors des Championnats d'Europe juniors de natation 2007 à Anvers sur 50 m nage libre. Au niveau senior, il remporte sa première médaille lors des Championnats d'Europe 2009 en petit bassin disputés à Istanbul en obtenant le bronze au titre du relais 4 × 50 m nage libre. L'année suivante, toujours en petit bassin, Dotto est médaillé d'or au titre du relais 4 × 50 m nage libre et médaillé de bronze du 100 m nage libre au niveau européen et médaillé d'argent au titre du relais 4 × 100 m nage libre au niveau mondial.
Présent en 2011 aux Championnats du monde de Shanghai, Dotto termine deuxième du 50 mètres nage libre en 21 s 90, à 38 centièmes de seconde de César Cielo et 2 centièmes devant Alain Bernard. Dotto est également septième du 100 m nage libre en 48 s 24 et quatrième du relais 4 × 100 m nage libre en 3 min 12 s 39. En petit bassin, Dotto est en fin d'année médaillé d'or au titre du relais 4 × 50 m nage libre et médaillé d'argent du 100 m nage libre au niveau européen.
La médaille mondiale de Dotto à Shanghai lui vaut d'être directement retenu pour les Jeux olympiques de Londres. Lors de ces Jeux, Dotto participe au 50 m nage libre, au 100 mètres nage libre ainsi qu'aux relais 4 × 100 m nage libre et 4 × 100 m quatre nages. Il n'atteint la finale qu'en relais 4 × 100 m nage libre et s'y classe septième.
Aux Championnats du monde 2013 de Barcelone, Dotto termine huitième du 100 m nage libre en 48 s 58 et cinquième du relais 4 × 100 m nage libre en 3 min 12 s 62. En fin d'année, il obtient deux médailles d'argent aux championnats d'Europe en petit bassin d'Herning sur 4 × 50 m nage libre et 4 × 50 m nage libre mixte.
Le 22 août 2014, Dotto remporte le premier titre européen de la nouvelle épreuve du relais 4 × 100 m mixte, devant la Russie et la France, en battant le record européen avec ses coéquipiers Giada Galizi, Luca Leonardi et Erika Ferraioli.
Le 21 avril 2016, Dotto, premier relayeur de son club lors du relais 4 × 100 m nage libre des Championnats d'Italie, réalise 47 s 96, soit un record national qu'il prend à Filippo Magnini (48 s 04 en 2009).

## Palmarès

### Jeux olympiques
| Épreuve / Édition           | Londres 2012                       | Rio 2016                          |
| 50 mètres nage libre        | 13e des demi-finales 22 s 09       |                                   |
| 100 mètres nage libre       | 22e des séries 49 s 43             |                                   |
| 4 x 100 mètres nage libre   | 7e 3 min 14 s 13                   | 9e des demi-finales 3 min 14 s 22 |
| 4 x 100 mètres quatre nages | 14e des demi-finales 3 min 36 s 88 |                                   |

### Championnats du monde

#### En grand bassin
- Championnats du monde 2011 à Shanghai (Chine) :
  -  Médaille d'argent du 50 m nage libre.
- Championnats du monde 2015 à Kazan (Russie) :
  -  Médaille de bronze du relais 4 × 100 m nage libre.

#### En petit bassin
- Championnats du monde 2012 à Istanbul (Turquie) :
  -  Médaille d'argent au titre du relais 4 × 100 m nage libre.
- Championnats du monde 2014 à Doha ( Qatar) :
  -  Médaille de bronze au titre du relais 4 × 50 m nage libre.

### Championnats d'Europe

#### En grand bassin
- Championnats d'Europe 2014 à Berlin (Allemagne) :
  -  Médaille d'or au titre du relais 4 × 100 m nage libre mixte.
  -  Médaille de bronze au titre du relais 4 × 100 m nage libre.

- Championnats d'Europe 2016 à Londres (Royaume-Uni) :
  -  Médaille d'or du 100 m nage libre.
  -  Médaille d'argent au titre du relais 4 × 100 m nage libre.
  -  Médaille d'argent au titre du relais 4 × 100 m nage libre mixte.
  -  Médaille de bronze au titre du relais 4 × 200 m nage libre.

#### En petit bassin
- Championnats d'Europe 2009 à Istanbul (Turquie) :
  -  Médaille de bronze au titre du relais 4 × 50 m nage libre.

- Championnats d'Europe 2010 à Eindhoven (Pays-Bas) :
  -  Médaille d'or au titre du relais 4 × 50 m nage libre.
  -  Médaille de bronze du 100 m nage libre.

- Championnats d'Europe 2011 à Szczecin (Pologne) :
  -  Médaille d'or au titre du relais 4 × 50 m nage libre.
  -  Médaille d'argent du 100 m nage libre.

- Championnats d'Europe 2013 à Herning (Danemark) :
  -  Médaille d'argent au titre du relais 4 × 50 m nage libre.
  -  Médaille d'argent au titre du relais 4 × 50 m nage libre mixte.

## Records
Ces tableaux détaillent les records personnels de Luca Dotto en grand et petit bassin.
| Épreuve          | Temps        | Compétition           | Lieu               | Date       |
| 50 m nage libre  | 21 s 90      | Championnats du monde | Shanghai, Shanghai | 30/07/2011 |
| 100 m nage libre | 47 s 96 (RN) | Championnats d'Italie | Riccione, Italie   | 21/04/2016 |

| Épreuve          | Temps   | Compétition           | Lieu                          | Date       |
| 50 m nage libre  | 21 s 25 | Championnats du monde | Dubaï, Émirats arabes unis    | 16/12/2010 |
| 100 m nage libre | 46 s 68 | Championnats du monde | Shanghai, Émirats arabes unis | 19/12/2010 |